# Teodgaro di Vestervig
Teodgaro di Vestervig, in danese Thøger, ma anche noto come Dietger, Dioter, Theodgar e Theodgardus, (... – Jutland, 24 giugno 1065), è stato un religioso tedesco che operò come missionario nello Jutland, dove morì e venne venerato come santo.

## Biografia
Theodgar studiò teologia in Inghilterra dopo di che si stabilì a Vestervig nella penisola dello Jutland in Danimarca e costruì la prima chiesa in argilla con costruzione a graticcio nella Contea di Thy (ora Thisted). Egli era un missionario della Turingia che viveva in Inghilterra, quando Olaf II giunse al comando di una spedizione vichinga. I suoi sermoni gli valsero un invito ad andare in Norvegia con Olaf come suo cappellano personale. Theodgar, anche se giovane, aveva già la reputazione di essere in grado di guarire i malati e divenne il consigliere personale di Olaf II. Quando Olaf venne cacciato dalla Norvegia nel 1028, egli andò con il re verso est in Svezia e poi a Kiev. Olaf tornò in Norvegia nel 1030, sollevò un esercito e cercò di risalire sul trono. Venne ucciso nella Battaglia di Stiklestad il 29 luglio 1030. Olaf venne canonizzato localmente come San Olaf. Theodgar fuggì dalla Norvegia e si stabilì a Vestervig ed iniziò ad insegnare il cristianesimo alla gente del posto ma senza molto successo.

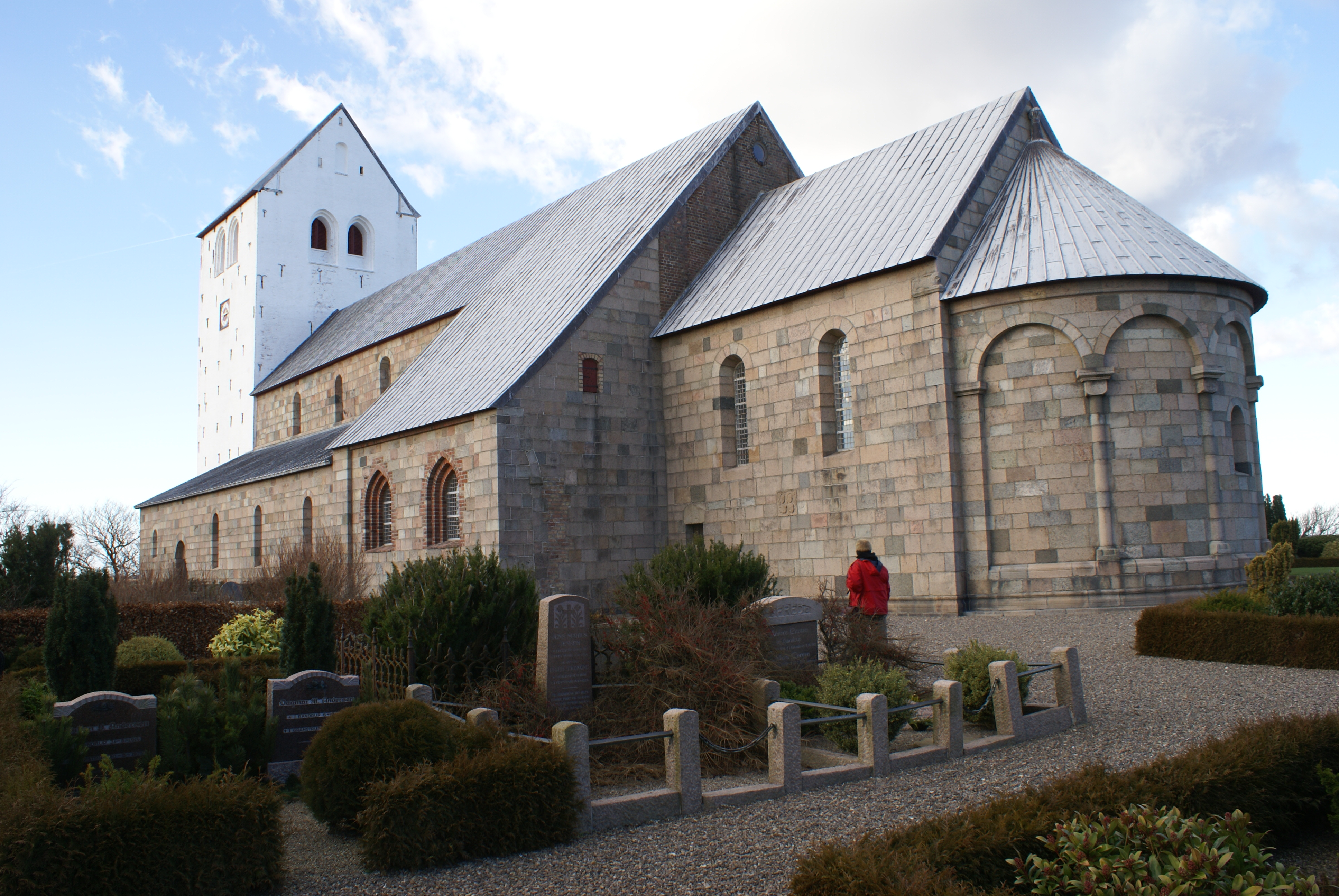
Chiesa di Vestervig

Una notte dormì per terra nella piazza del mercato Vestervig e la mattina successiva si mise a scorrere una sorgente dal luogo in cui aveva appoggiato la testa. I danesi considerarono il fatto miracoloso e presto poté costituire la sua congregazione. Venne costruita una chiesa vicino alla sorgente e anche nel XIX secolo la gente continuava a bere l'acqua dalla sorgente nella speranza di curare le malattie. Non c'era bisogno di visitare la sorgente di persona, se la salute lo impediva, bastava solo berne l'acqua. 
Un giorno visitò una fattoria nelle vicinanze, chiamata Randrupgård, dove incontrò un uomo che stava sulla porta lamentarsi della sua sfortuna con il bestiame. Theogar rispose: "Metti la croce di Cristo, dove nessuno si è fermato prima d'ora, e vedrai che la tua fortuna migliorerà!" Subito sgorgò dal terreno una sorgente e la gente accorreva per le sue proprietà rigeneranti. Poco dopo venne innalzata una croce sul sito.
Theodgar morì il 24 giugno 1065 e fu sepolto in Vestervig.
Le spoglie del santo vennero traslate il 30 ottobre 1117 nella chiesa dell'Abbazia di Vestervig.

## Culto
Secondo il Martirologio Romano il giorno dedicato al santo è il 24 giugno:
(Martirologio Romano)